# 안노 노리코
안노 노리코(일본어: 阿武 教子, 1976년 5월 23일~)는 일본의 유도 선수이다. 올림픽에 3회 참가하여 2004년 하계 올림픽 여자 하프헤비급에서 금메달을 획득했으며, 세계 선수권 대회에서 4회 연속으로 우승을 차지했다. 현역 은퇴 후에는 경찰관으로 일하고 있다.

## 개인사
2010년에 유도 선수 소노다 류지와 결혼했다.